# AC Cuneo 1905
AC Cuneo 1905 is een Italiaanse voetbalclub uit Cuneo, in de regio Piëmont. De club werd opgericht in 1905. Ze speelde voor het laatst in de Serie B in 1946.